# Nothaphoebe condensa
Espèce
Statut de conservation UICN

 VU B1+2c : Vulnérable
Nothaphoebe condensa est une espèce de plantes à fleurs de la famille des Lauraceae.

## Publication originale
- Journal of the Straits Branch of the Royal Asiatic Society 82: 191. 1920.